# Bahnstrecke Nexon–Brive-la-Gaillarde
| Saint-Yrieix-Gleisanlagen, 1906 oder früher |                                                  | | |
| Streckennummer (SNCF): | 613 000                                          | | |
| Kursbuchstrecke (SNCF): | 97–98                                            | | |
| Streckenlänge: | 81 km                                            | | |
| Spurweite: | 1435 mm (Normalspur)                             | | |
| Maximale Neigung: | 23 ‰                                             | | |
| Streckengeschwindigkeit: | 60–70 km/h                                       | | |
| Zweigleisigkeit: | Trassierung ja, wurde nur eingleisig ausgeführt. | | |
| |                                                  | | |
| \| \| \| Bahnstrecke Limoges-Bénédictins–Périgueux v. Limoges \| \| \| \| 421,2 \| Nexon \| 329 m \| \| \| \| \| \| \| \| 421,9 \| Bahnstrecke Limoges-Bénédictins–Périgueux n. Thiviers (Abzw. Brive) \| Bahnstrecke Limoges-Bénédictins–Périgueux n. Thiviers (Abzw. Brive) \| \| \| \| \| \| \| \| 429,9 \| La Meyze \| 375 m \| \| \| 431,7 \| Viaduc de La Meyze (74 m) \| Viaduc de La Meyze (74 m) \| \| \| 435,2 \| Champsiaux \| 332 m \| \| \| 435,4 \| Isle (Viaduc de La Boucheuse; 49 m) \| Isle (Viaduc de La Boucheuse; 49 m) \| \| \| \| Bahnstrecke Bussière-Galant–Saint-Yrieix von Saillat \| \| \| \| 441,9 \| Loue (100 m) \| Loue (100 m) \| \| \| 442,7 \| Saint-Yrieix \| 368 m \| \| \| \| (Ausbauende) \| \| \| \| \| \| \| \| \| ~443,0 \| Tramways de la Dordogne (TD) von Thiviers (1912–1934) u. TDexCFP n. Périgueux (1890–1949); D 704 (ehem. N 704) \| Tramways de la Dordogne (TD) von Thiviers (1912–1934) u. TDexCFP n. Périgueux (1890–1949); D 704 (ehem. N 704) \| \| \| \| \| \| \| \| ~445,6 +3,9 \| D 901 (ehem. N 701), 2 × \| D 901 (ehem. N 701), 2 × \| \| \| 451,2 \| Viaduc de la Pouge (85 m) \| Viaduc de la Pouge (85 m) \| \| \| 451,7 \| Coussac-Bonneval \| 343 m \| \| \| \| D 901 (ehem. N 701) \| \| \| \| 453,5 \| Boucheuse (180 m) \| Boucheuse (180 m) \| \| \| \| Grenze Département Haute-Vienne / Corrèze \| \| \| \| 456,0 \| Viaduc du Bouloux (38 m) \| Viaduc du Bouloux (38 m) \| \| \| 456,9 \| Saint-Julien-le-Vendômois \| 358 m \| \| \| 460,5 \| Auvézère (50 m) \| Auvézère (50 m) \| \| \| 462,3 \| Lubersac \| 334 m \| \| \| ~463,7 \| D 901 (ehem. N 701) \| D 901 (ehem. N 701) \| \| \| 464,7 \| Viaduc de la Donne (110 m) \| Viaduc de la Donne (110 m) \| \| \| 468,7 \| Pompadour \| 419 m \| \| \| 476,5 \| Viaduc de Pompadour (260 m) \| Viaduc de Pompadour (260 m) \| \| \| 477,4 \| Sagne (116 m) \| Sagne (116 m) \| \| \| 477,5 \| Viaduc de la Croix (64 m) \| Viaduc de la Croix (64 m) \| \| \| 477,7 \| Viaduc de Monteil (83 m) \| Viaduc de Monteil (83 m) \| \| \| 478,0 \| Viaduc des Combes (43 m) \| Viaduc des Combes (43 m) \| \| \| 478,6 \| Viaduc du Sarget (108 m) \| Viaduc du Sarget (108 m) \| \| \| 479,0 \| Vignols-Saint-Solve \| 236 m \| \| \| 478,3 \| Tunnel de Saint-Solve (213 m) \| Tunnel de Saint-Solve (213 m) \| \| \| \| (Ausbauende) \| \| \| \| ~484,5 \| D 901 (ehem. N 701) \| D 901 (ehem. N 701) \| \| \| 484,6 \| Objat \| 131 m \| \| \| 486,2 \| Rouzeix (41 m) \| Rouzeix (41 m) \| \| \| \| \| \| \| \| 486,6 \| Bahnstrecke Thiviers–Saint-Aulaire von Thiviers; (Abzw. Hautefort) \| Bahnstrecke Thiviers–Saint-Aulaire von Thiviers; (Abzw. Hautefort) \| \| \| \| \| \| \| \| 486,5 \| Saint-Aulaire (ehem. Keilbahnhof) \| 117 m \| \| \| 491,0 \| Le Burg \| 113 m \| \| \| 494,2 \| Varetz \| 108 m \| \| \| 497,0 \| Vézère (67 m) \| Vézère (67 m) \| \| \| 497,1 \| A 89 \| A 89 \| \| \| 497,2 \| Corrèze (67 m) \| Corrèze (67 m) \| \| \| 499,5 \| A 20 \| A 20 \| \| \| \| Bahnstrecke Coutras–Tulle von Coutras \| \| \| \| \| Bahnstrecke Orléans–Montauban von Orléans \| \| \| \| ↖ \| Dépôt de Brive; D 1089 (ehem. N 89) \| Dépôt de Brive; D 1089 (ehem. N 89) \| \| \| \| Abstellanlage Brive \| \| \| \| \| \| \| \| \| 503,3 500,0 \| Brive-la-Gaillarde \| 143 m \| \| \| 500,3 \| Bahnstrecke Orléans–Montauban nach Montauban \| Bahnstrecke Orléans–Montauban nach Montauban \| \| \| \| \| \| \| \| \| Bahnstrecke Brive-la-Gaillarde–Toulouse-Matabiau nach Toulouse-Matabiau \| \| \| \| \| \| \| \| \| \| Bahnstrecke Coutras–Tulle nach Tulle \| \| \| \| \| \| \| \| Quellen: Streckenkilometer von Paris-Austerlitz über Orléans und Limoges \| \| \| \| |                                                  | | |
| |                                                  | Bahnstrecke Limoges-Bénédictins–Périgueux v. Limoges                                                           | |
| Bahnhof | 421,2                                            | Nexon | 329 m |
| |                                                  | | |
| Abzweig geradeaus und nach rechts | 421,9                                            | Bahnstrecke Limoges-Bénédictins–Périgueux n. Thiviers (Abzw. Brive)                                            | Bahnstrecke Limoges-Bénédictins–Périgueux n. Thiviers (Abzw. Brive)                                            |
| |                                                  | | |
| Bahnhof | 429,9                                            | La Meyze | 375 m |
| Brücke über Wasserlauf | 431,7                                            | Viaduc de La Meyze (74 m)                                                                                      | Viaduc de La Meyze (74 m)                                                                                      |
| ehemaliger Bahnhof | 435,2                                            | Champsiaux | 332 m |
| Brücke über Wasserlauf | 435,4                                            | Isle (Viaduc de La Boucheuse; 49 m)                                                                            | Isle (Viaduc de La Boucheuse; 49 m)                                                                            |
| Abzweig geradeaus und ehemals von rechts |                                                  | Bahnstrecke Bussière-Galant–Saint-Yrieix von Saillat                                                           | Bahnstrecke Bussière-Galant–Saint-Yrieix von Saillat                                                           |
| Brücke über Wasserlauf | 441,9                                            | Loue (100 m)                                                                                                   | Loue (100 m)                                                                                                   |
| Bahnhof · U-Bahn-Kopfbahnhof Streckenanfang | 442,7                                            | Saint-Yrieix                                                                                                   | 368 m |
| U-Bahn-Strecke |                                                  | (Ausbauende)                                                                                                   | (Ausbauende)                                                                                                   |
| |                                                  | | |
| U-Bahn-Abzweig nach links und von links (Strecke außer Betrieb) · Kreuzung geradeaus oben · U-Bahn-Strecke nach rechts (außer Betrieb) | ~443,0                                           | Tramways de la Dordogne (TD) von Thiviers (1912–1934) u. TDexCFP n. Périgueux (1890–1949); D 704 (ehem. N 704) | Tramways de la Dordogne (TD) von Thiviers (1912–1934) u. TDexCFP n. Périgueux (1890–1949); D 704 (ehem. N 704) |
| |                                                  | | |
| Strecke mit Straßenbrücke (Strecke außer Betrieb) | ~445,6 +3,9                                      | D 901 (ehem. N 701), 2 ×                                                                                       | D 901 (ehem. N 701), 2 ×                                                                                       |
| Brücke über Wasserlauf (Strecke außer Betrieb) | 451,2                                            | Viaduc de la Pouge (85 m)                                                                                      | Viaduc de la Pouge (85 m)                                                                                      |
| Bahnhof (Strecke außer Betrieb) | 451,7                                            | Coussac-Bonneval                                                                                               | 343 m |
| Strecke mit Straßenbrücke (Strecke außer Betrieb) |                                                  | D 901 (ehem. N 701)                                                                                            | D 901 (ehem. N 701)                                                                                            |
| Brücke über Wasserlauf (Strecke außer Betrieb) | 453,5                                            | Boucheuse (180 m)                                                                                              | Boucheuse (180 m)                                                                                              |
| Grenze (Strecke außer Betrieb) |                                                  | Grenze Département Haute-Vienne / Corrèze                                                                      | Grenze Département Haute-Vienne / Corrèze                                                                      |
| Brücke (Strecke außer Betrieb) | 456,0                                            | Viaduc du Bouloux (38 m)                                                                                       | Viaduc du Bouloux (38 m)                                                                                       |
| Bahnhof (Strecke außer Betrieb) | 456,9                                            | Saint-Julien-le-Vendômois                                                                                      | 358 m |
| Brücke über Wasserlauf (Strecke außer Betrieb) | 460,5                                            | Auvézère (50 m)                                                                                                | Auvézère (50 m)                                                                                                |
| Bahnhof (Strecke außer Betrieb) | 462,3                                            | Lubersac | 334 m |
| Strecke mit Straßenbrücke (Strecke außer Betrieb) | ~463,7                                           | D 901 (ehem. N 701)                                                                                            | D 901 (ehem. N 701)                                                                                            |
| Brücke über Wasserlauf (Strecke außer Betrieb) | 464,7                                            | Viaduc de la Donne (110 m)                                                                                     | Viaduc de la Donne (110 m)                                                                                     |
| Bahnhof (Strecke außer Betrieb) | 468,7                                            | Pompadour | 419 m |
| Brücke über Wasserlauf (Strecke außer Betrieb) | 476,5                                            | Viaduc de Pompadour (260 m)                                                                                    | Viaduc de Pompadour (260 m)                                                                                    |
| Brücke über Wasserlauf (Strecke außer Betrieb) | 477,4                                            | Sagne (116 m)                                                                                                  | Sagne (116 m)                                                                                                  |
| Brücke über Wasserlauf (Strecke außer Betrieb) | 477,5                                            | Viaduc de la Croix (64 m)                                                                                      | Viaduc de la Croix (64 m)                                                                                      |
| Brücke (Strecke außer Betrieb) | 477,7                                            | Viaduc de Monteil (83 m)                                                                                       | Viaduc de Monteil (83 m)                                                                                       |
| Brücke (Strecke außer Betrieb) | 478,0                                            | Viaduc des Combes (43 m)                                                                                       | Viaduc des Combes (43 m)                                                                                       |
| Brücke (Strecke außer Betrieb) | 478,6                                            | Viaduc du Sarget (108 m)                                                                                       | Viaduc du Sarget (108 m)                                                                                       |
| Bahnhof (Strecke außer Betrieb) | 479,0                                            | Vignols-Saint-Solve                                                                                            | 236 m |
| Tunnel (Strecke außer Betrieb) | 478,3                                            | Tunnel de Saint-Solve (213 m)                                                                                  | Tunnel de Saint-Solve (213 m)                                                                                  |
| |                                                  | (Ausbauende)                                                                                                   | |
| Bahnübergang | ~484,5                                           | D 901 (ehem. N 701)                                                                                            | D 901 (ehem. N 701)                                                                                            |
| Bahnhof | 484,6                                            | Objat | 131 m |
| Brücke über Wasserlauf | 486,2                                            | Rouzeix (41 m)                                                                                                 | Rouzeix (41 m)                                                                                                 |
| |                                                  | | |
| Abzweig geradeaus und ehemals von rechts | 486,6                                            | Bahnstrecke Thiviers–Saint-Aulaire von Thiviers; (Abzw. Hautefort)                                             | Bahnstrecke Thiviers–Saint-Aulaire von Thiviers; (Abzw. Hautefort)                                             |
| |                                                  | | |
| Haltepunkt / Haltestelle | 486,5                                            | Saint-Aulaire (ehem. Keilbahnhof)                                                                              | 117 m |
| Bahnhof | 491,0                                            | Le Burg | 113 m |
| Bahnhof | 494,2                                            | Varetz | 108 m |
| Brücke über Wasserlauf | 497,0                                            | Vézère (67 m)                                                                                                  | Vézère (67 m)                                                                                                  |
| Strecke mit Straßenbrücke | 497,1                                            | A 89 | A 89 |
| Brücke über Wasserlauf | 497,2                                            | Corrèze (67 m)                                                                                                 | Corrèze (67 m)                                                                                                 |
| Strecke mit Straßenbrücke | 499,5                                            | A 20 | A 20 |
| Strecke von rechts |                                                  | Bahnstrecke Coutras–Tulle von Coutras                                                                          | Bahnstrecke Coutras–Tulle von Coutras                                                                          |
| Strecke · Betriebs-/Güterbahnhof Streckenanfang · Abzweig geradeaus und von links |                                                  | Bahnstrecke Orléans–Montauban von Orléans                                                                      | Bahnstrecke Orléans–Montauban von Orléans                                                                      |
| Brücke | ↖                                                | Dépôt de Brive; D 1089 (ehem. N 89)                                                                            | Dépôt de Brive; D 1089 (ehem. N 89)                                                                            |
| Dienststation / Betriebs- oder Güterbahnhof · Verschwenkung nach rechts |                                                  | Abstellanlage Brive                                                                                            | Abstellanlage Brive                                                                                            |
| Strecke nach links · Abzweig geradeaus und von rechts |                                                  | | |
| Bahnhof | 503,3 500,0                                      | Brive-la-Gaillarde                                                                                             | 143 m |
| Strecke quer · Abzweig quer und von links · Abzweig geradeaus und nach rechts | 500,3                                            | Bahnstrecke Orléans–Montauban nach Montauban                                                                   | Bahnstrecke Orléans–Montauban nach Montauban                                                                   |
| |                                                  | | |
| Strecke nach rechts · Strecke |                                                  | Bahnstrecke Brive-la-Gaillarde–Toulouse-Matabiau nach Toulouse-Matabiau                                        | Bahnstrecke Brive-la-Gaillarde–Toulouse-Matabiau nach Toulouse-Matabiau                                        |
| |                                                  | | |
| |                                                  | Bahnstrecke Coutras–Tulle nach Tulle                                                                           | |
| |                                                  | | |
| Quellen: Streckenkilometer von Paris-Austerlitz über Orléans und Limoges |                                                  | | |

Die Bahnstrecke Nexon–Brive-la-Gaillarde ist eine eingleisige Eisenbahnstrecke in den französischen Départements Haute-Vienne und Corrèze in der Region Nouvelle-Aquitaine, die seit Februar 2018 nur noch von den beiden Streckenenden her befahrbar ist. Ein Gleisrutsch veranlasste die Streckenunterbrechung, die wegen fehlender Finanzmittel von Dauer sein könnte. Diese Nord-Süd-Verbindung war Teil der transnationalen Verbindung Paris–Orléans–Limoges–Toulouse. Sie verläuft im Abstand von bis zu 30 km parallel zur Bahnstrecke Les Aubrais-Orléans–Montauban-Ville-Bourbon, auf die sie in Brive-la-Gaillarde trifft.

## Geschichte

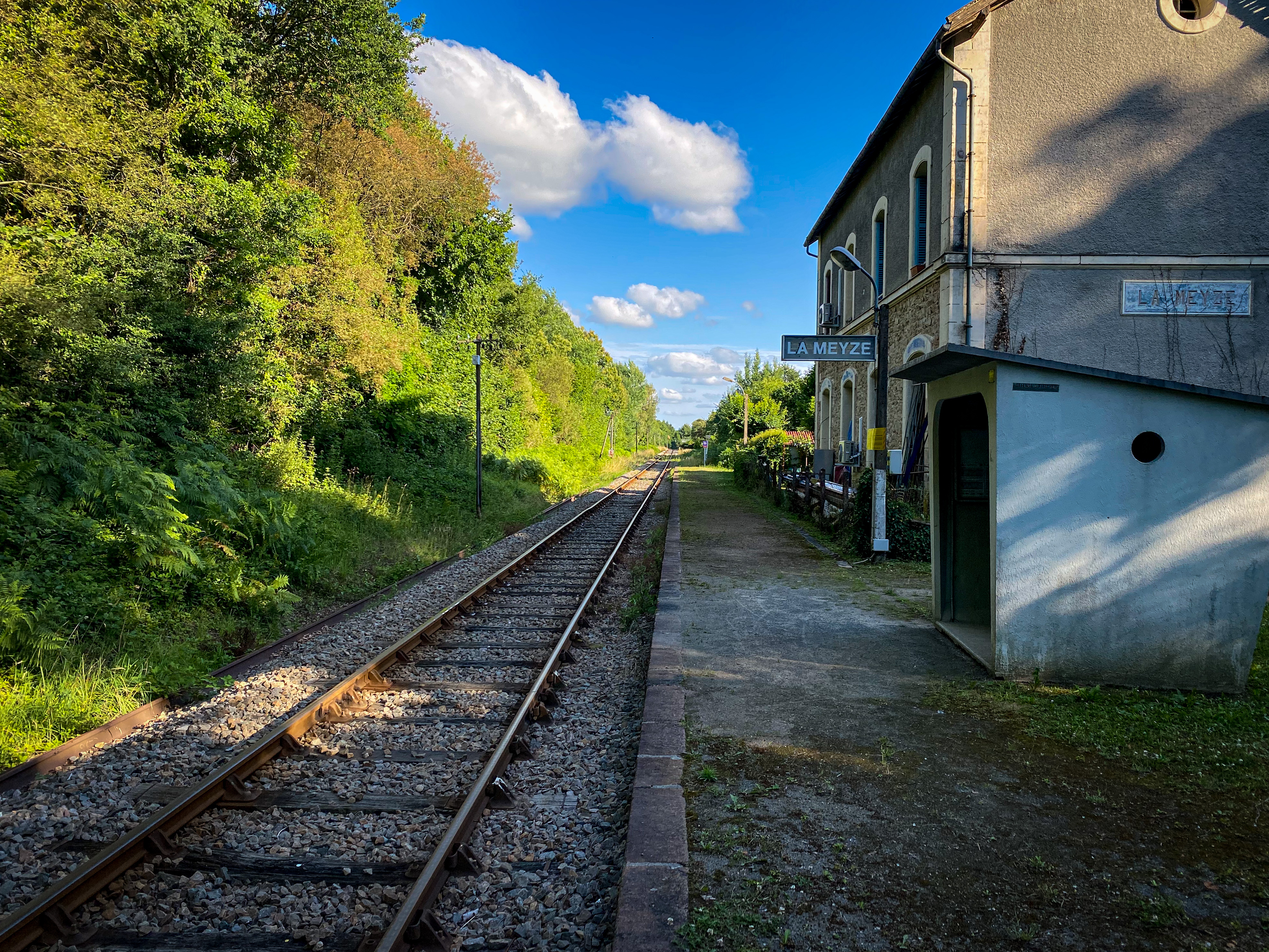
Bahnhof La Meyze, BK 429,9 im Juni 2022.

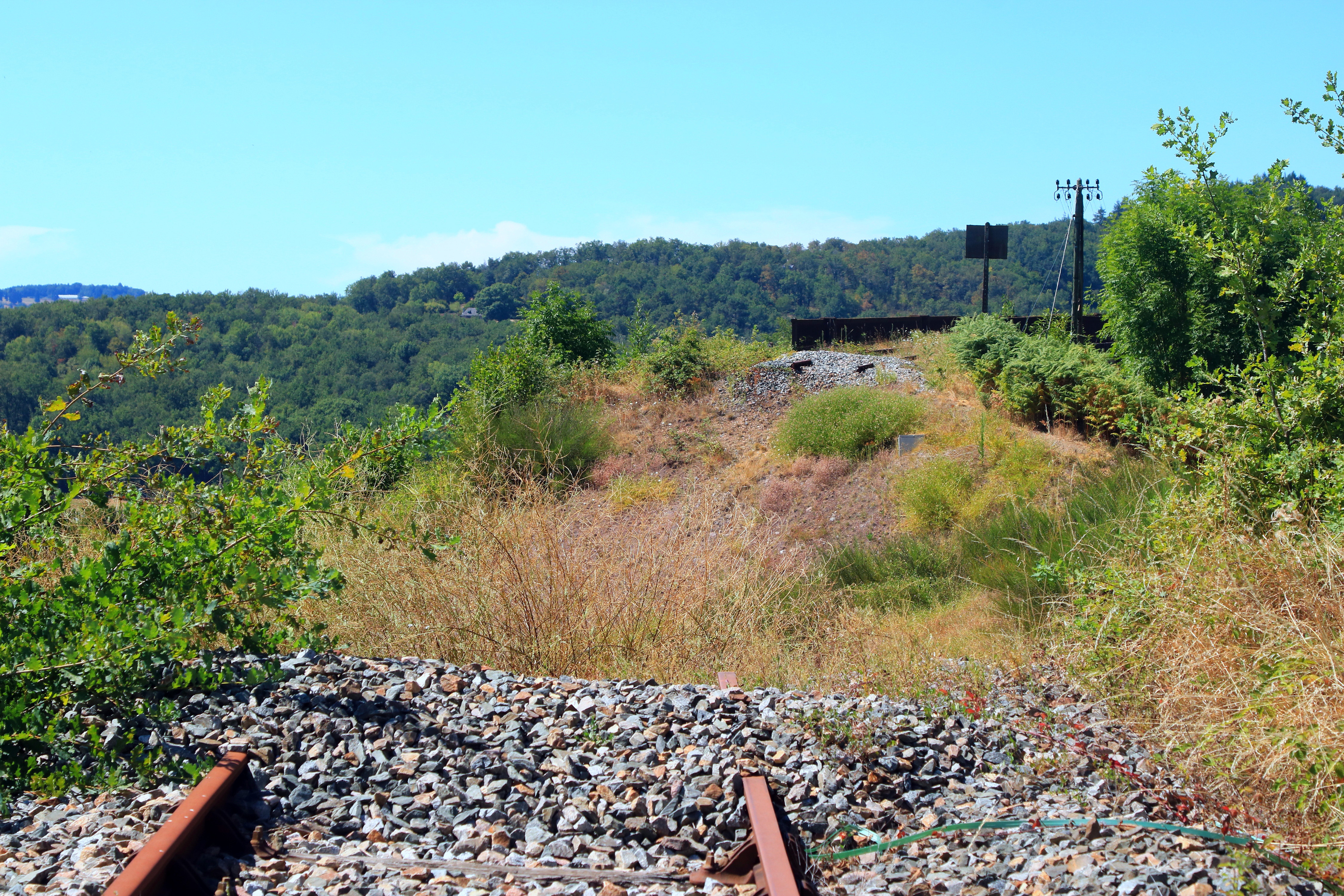
Mittlerer Streckenabschnitt in Vignols mit dem entfernten, abgesackten Gleisstück, August 2022.

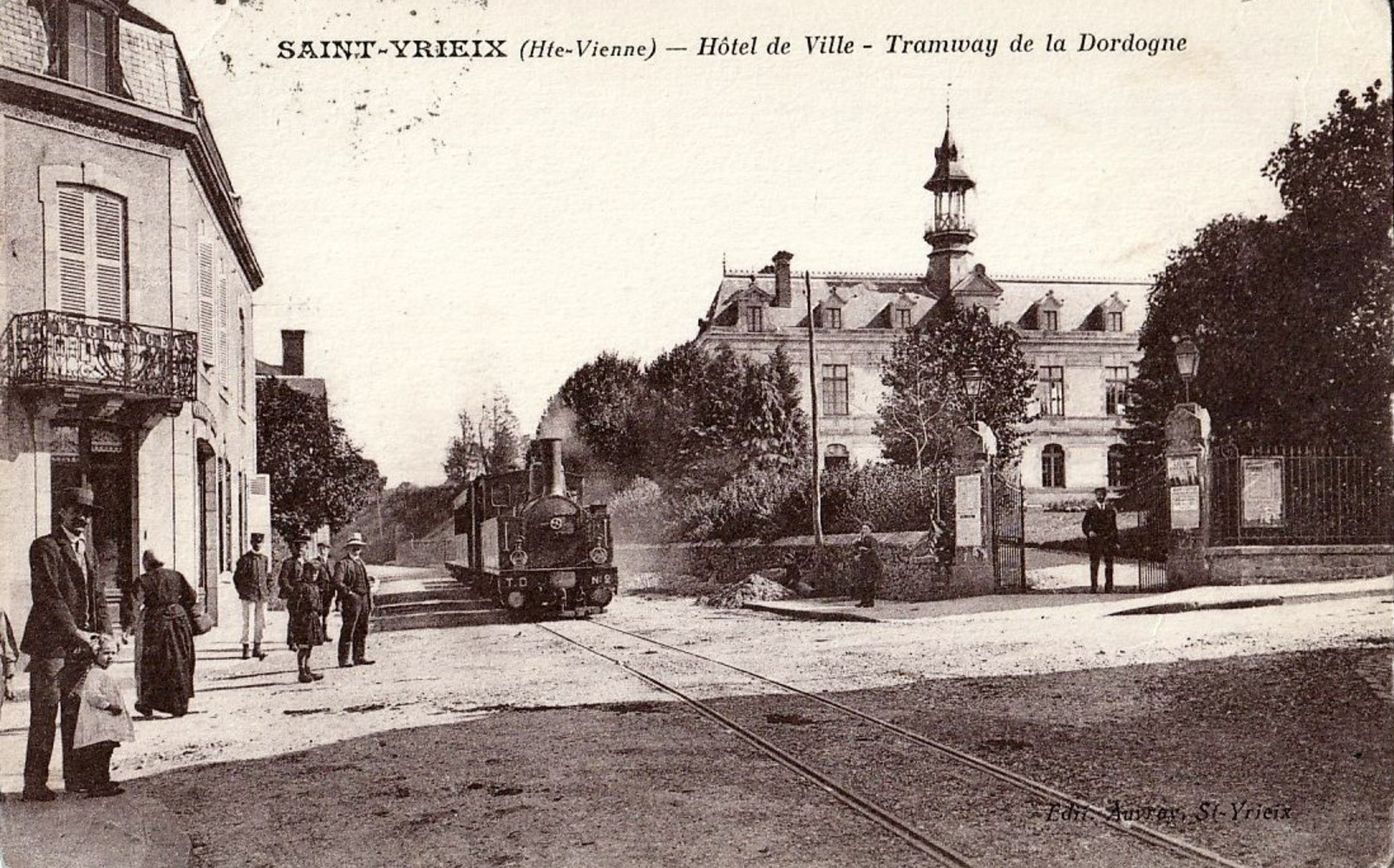
Eine Kleinbahn der TD auf Meterspur-Gleisen vom Bahnhof kommend, am Rathaus von Saint-Yrieix vorbei auf dem Weg nach Thiviers.

Beim Zusammenbruch der Bahngesellschaft Grand-Central de France 1857 ging die mögliche Konzession dieser Strecke an die Compagnie du chemin de fer de Paris à Orléans (P.O.). Ziel war es, die Fahrzeit südlich von Limoges zu verkürzen, indem kein Umweg über Périgueux genommen werden musste. Ein entsprechender Bauantrag der Gesellschaft wurde am 17. Mai 1865 genehmigt und die Strecke gleichzeitig für den Personentransport zugelassen. Mithilfe dieser Strecke und Verbesserungen an anderen Stellen konnte die Entfernung von Paris nach Toulouse um 70 km verkürzt werden.
Am 20. Dezember 1875 wurde die Strecke in voller Länge eröffnet. Obwohl die Trassierung für Zweigleisigkeit ausgelegt war, wurden alle Kunstbauwerke nur eingleisig ausgeführt.
Heute verkehren alle Personenzüge von Limoges aus durchgehend bis Saint-Yrieix. Zwischen Juli 2024 und Februar 2024 wurden sowohl auf dem nördlichen (Nexon–St-Yrieix) als auch auf dem südlichen Abschnitt zwischen Objat und Brive-la-Gaillarde eine grundlegende Gleiserneuerung durchgeführt. Obwohl es nicht in der Zuständigkeit der Region gelegen hätte, setzte sich der Gebietsverband für die Finanzierung der Arbeiten auf der Strecke 23 ein, „um den Fortbestand der Eisenbahnlinie auf ihrem Territorium zu sichern“. Täglich verkehren sieben Zugpaare, am Wochenende fünf. Zwischen St. Yrieix und Objat verkehren werktags Anruftaxis.

## Sekundärbahnen
In Saint-Yreix endeten in der ersten Hälfte des 20. Jahrhunderts zwei Meterspur-Sekundärbahnen direkt auf dem Bahnhofsvorplatz der P.O. bzw. SNCF. Unter der Regie der Compagnie des Chemins de fer du Périgord (C.F.P.) entwickelte sich ab 1888 rund um Périgueux ein etwa 150 km langes Schienennetz, das ab 1921 an die Chemin de Fer de la Dordogne (CFD) verpachtet und fünf Jahre später von ihr übernommen wurde. Seitdem wurden die Strecken bis zu ihrer Auflösung unter der Société des tramways de la Dordogne (T.D.) bewirtschaftet.